# Tollywood

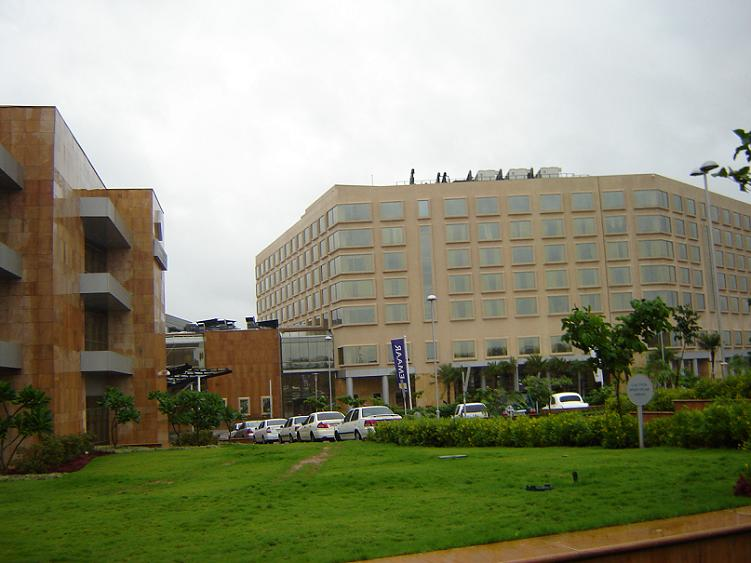
Il Hyderabad International Convention Center di Hyderabad sede dei Filmfare Awards South dal 2007

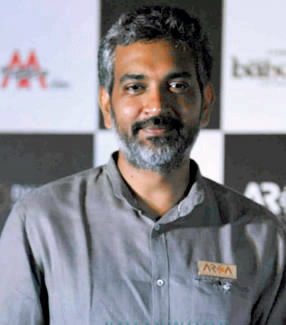
Il regista S. S. Rajamouli

Il cinema in telugu, con centro culturale nella città indiana di Hyderabad, è conosciuto anche come Tollywood.

## Storia
Tollywood, che è un portmanteau della lingua ufficiale, il telugu, e Hollywood, ha avuto il suo periodo d'oro tra il 1955 e il 1975. Lo stile privilegiato è quello degli spettacoli di taglio teatrale, con molte scene di danza.